# Ivanput, Semenivka
Ivanput (în ucraineană Іванпуть) este un sat în comuna Ivanivka din raionul Semenivka, regiunea Cernihiv, Ucraina.

## Demografie
Componența lingvistică a localității Ivanput
     Ucraineană (83,14%)
     Rusă (16,86%)
Conform recensământului din 2001, majoritatea populației localității Ivanput era vorbitoare de ucraineană (83,14%), existând în minoritate și vorbitori de rusă (16,86%).